# Daniel Amartey
Daniel Amartey (* 21. prosince 1994 Akkra) je ghanský profesionální fotbalista, který hraje na pozici středního obránce za anglický klub Leicester City FC a za ghanský národní tým.
V sezóně 2015/16 získal s Leicesterem City premiérový titul klubu v anglické nejvyšší lize.